# حسین الشافعی
حسین الشافعی (عربی: حسين محمود حسن الشافعي؛ ۸ فوریهٔ ۱۹۱۸ – ۱۸ نوامبر ۲۰۰۵)عضو شورای رهبری انقلابی مصر در سال ۱۹۵۲ بود و به عنوان معاون رئیس جمهور تحت دو رؤسای مصری، جمال عبدالناصر و انور سادات، خدمت کرد. او یکی از نه مردی بود که کمیته جنبش افسران آزاد را تشکیل داده بود، در طول قیام جبهه سواره نظام را رهبری کرد و در زمان مرگش یکی از سه عضو زنده شورای فرماندهی انقلاب بود.

## تحصیلات
الشافعی متولد تانتا در سال ۱۹۱۸ بود و از آکادمی ارتش مصر در سال ۱۹۳۸ فارغ‌التحصیل شد.

## مناصب
الشافعی به عنوان وزیر جنگ در سال ۱۹۵۴ منصوب شد و در زمان ادغام مصر با سوریه به عنوان وزیر کار و امور اجتماعی مصر عمل کرد. او در سال ۱۹۶۱ تحت عنوان نایب رئیس جمهور جمال عبدالناصر خدمت کرد. در دوران ریاست وزیر امور اجتماعی، الشافعی در آن زمان اصلاحات بیمه اجتماعی را در نظر گرفت، از جمله حقوق بازنشستگی برای بیوه‌ها. کمپین خیریه زمستانی، فقرا مصر را با نیازهای اساسی تأمین کرد. برخی از مشهورترین مصری‌ها در «قطار رحمت» شرکت کردند که محموله‌های کمک‌رسانی بزرگی را تحویل دادند، از جمله بازیگر فتن حماما. انور سادات، الشافعی را به عنوان معاون رئیس جمهور جدید دولت مصر در سال ۱۹۷۱ منصوب کرد.

## درگذشت
الشافعی در تاریخ ۱۸ نوامبر ۲۰۰۵ فوت کرد. مبارک یکی از مقامات ارشد دولت بود که در مراسم خاکسپاری الشافعی بود.